# 土方氏 (織田信長側室)
土方氏（ひじかたし、生没年不詳）は、安土桃山時代の女性。織田信長の側室。詳しい経歴は不明である。信長との間に九男・信貞を産んだ。土方雄久の娘と言われるが（『寛政重修諸家譜』）、一説に青山某の娘ともされている（『織田家雑録』）。